# Stabat
Stabat är en ort i Indonesien.   Den ligger i provinsen Sumatera Utara, i den västra delen av landet, 1 400 km nordväst om huvudstaden Jakarta. Stabat ligger 12 meter över havet och antalet invånare är 26 862.
Terrängen runt Stabat är mycket platt. Runt Stabat är det mycket tätbefolkat, med 1 135 invånare per kvadratkilometer. Närmaste större samhälle är Binjai, 15,3 km söder om Stabat. Omgivningarna runt Stabat är en mosaik av jordbruksmark och naturlig växtlighet.